# Сергелен (Туве)
Сергелен (монг.: Сэргэлэн) — сомон аймаку Туве, Монголія. Територія 3,7 тис. км², населення 2,9 тис. Центр — селище Хошигийн Ар розташоване на відстані 15 км від м. Зуунмод та 57 км від Улан-Батора.

## Рельєф
Гори Угуумур (1800 м), Іх Угуумур (1775 м), Салхит (1850м), Мааньт Ханан хад (1885 м) та ін. Неглибокі річки та озера.

## Клімат
Різкоконтинентальний клімат, середня температура січня −22-23С, липня +16-17С, у середньому протягом року випадає 210–300 мм опадів.

## Корисні копалини
Багатий на шпат, вугілля, залізну руду, дорогоцінне каміння, хімічну та будівельну сировину.

## Тваринний світ
Водяться вовки, лисиці, зайці, аргалі, дикі кози.

## Соціальна сфера
Є школа, лікарня, сфера обслуговування, туристичні бази, музеї.